# Clubiona limpidella
Clubiona limpidella este o specie de păianjeni din genul Clubiona, familia Clubionidae, descrisă de Strand, 1907. Conform Catalogue of Life specia Clubiona limpidella nu are subspecii cunoscute.